# Schistura jarutanini
Cá hang động Schistura jarutanini là một loài cá vây tia trong họ Balitoridae. Chúng chỉ được tìm thấy ở Thái Lan.